# 蠣崎波響
蠣崎波響（日语：／ Kakizaki Hakyō，1764年6月25日—1826年7月26日），名廣年，字世詁，號波響，日本江戶時代末期畫家、松前藩家老。
蠣崎廣年是第12代藩主松前資廣的第五子，也是第13代藩主道廣的異母弟。他出生的翌年，父親資廣就去世了，兄長道廣繼位。廣年被過繼給蠣崎廣武當養子。他自幼愛好繪畫，八歲左右在馬場看見有人練習馬術，便將奔跑的馬畫了下來，讓人們大吃一驚。擔任家老的叔父松前廣長愛惜他的才能，讓他前往江戶，跟隨南蘋派畫家建部凌岱學習繪畫。翌年凌岱去世，他聽從師父的遺言，拜宋紫石為師。1783年（天明20年）回到松前藩。他所居之處有樓，前臨大洋，遂以「波響」為自己的號。
國後目梨之戰後，他將協助松前藩鎮壓叛亂的十二位阿伊努人酋長的畫像畫了下來，這幅畫就是《夷酋列像》。1791年（寬政3年），他携帶此圖上洛。這幅畫成為京都議論的話題。在高山彥九郎、大原吞響、佐佐木良齋的交涉下，他將此圖獻給光格天皇參觀，自此繪師波響的名氣在京都傳播開來。後留在京都處理松前藩的外交事務，師從於圓山應舉學習其畫風，自此畫風為之一變。他與同樣愛好漢詩之士交流，還從高山彥九郎那裏借來了荷蘭語書籍。
1795年（寬政7年），他為擔任藩主的侄兒松前章廣聘請大原吞響擔任文武之師。翌年，威廉·罗伯特·布劳顿率領英國船隻「普羅維登斯」號在松前藩沿海登陸。大原對松前藩的處理方式十分不滿，於是離開了松前藩，向幕府誣告松前藩勾結外夷。最終，幕府於1807年（文化4年）將蝦夷地收歸天領，將松前氏改封到陸奧國伊達郡的梁川藩，波響亦跟隨前往梁川。此後，松前氏致力於恢復舊領，而波響的畫作被大量用於籌集資金，或直接贈送用來活動關係，在復藩運動中扮演重要角色。松前藩終於在1821年（文政4年）被恢復。1826年（文政9年）在江戶去世，享年63歲。
主要畫作有《夷酋列像》、《野鴨圖》、《唐美人圖》、《釋迦涅槃圖》、《梁川八景圖》、《月下巨椋湖舟遊圖》等。他的徒弟有高橋波藍、高橋波香、熊坂適山、熊坂蘭齋等人，嗣子蠣崎波鶩也是他的徒弟。幕末時期的家老松前勘解由是波響的曾孫。